# Intelsat 8
O Intelsat 8 (IS-8), anteriormente denominado de PAS-8, é um satélite de comunicação geoestacionário construído pela Space Systems/Loral (SS/L). Ele está localizado na posição orbital de 166 graus de longitude leste (desde 2012) para oferecer serviços de comunicação as ilhas do Pacífico. O mesmo foi operado inicialmente pela PanAmSat e atualmente pela Intelsat. O satélite foi baseado na plataforma LS-1300 e sua expectativa de vida útil era de 15 anos.
Em 13 de agosto de 2012, ele foi substituído pelo satélite Intelsat 19. Em setembro, ele foi colocado na mesma posição do Intelsat 5 a 169º leste para continuar sua vida de serviço como substituto do Intelsat 5.

## Lançamento
O satélite foi lançado com sucesso ao espaço no dia 4 de novembro de 1998 às 05:12 UTC, por meio de um veículo Proton-K/Blok-DM3 a partir do Cosmódromo de Baikonur, no Cazaquistão. Ele tinha uma massa de lançamento de 3800 kg.

## Capacidade e cobertura
O Intelsat 7 é equipado com 14 transponders em banda C e 30 em banda Ku para proporcionar radiodifusão televisiva para a região da Ásia-Pacífico.

## Ligações Externas
- «1998-065A» (em inglês). NSSDC Master Catalog . Visitado em 06 de abril de 2013.
- «Lançamentos de satélites em 2012» (em inglês)